# アナラマンガ地域圏
アナラマンガ地域圏（アナラマンガちいきけん）とはマダガスカル中央部にある第一級行政区画である。
この地域圏はマダガスカルの首都アンタナナリボとその周辺の首都圏を含んでいる。
また、アンタナナリボはアナラマンガ地域圏の首府である。

## 地理
この地域圏の領域の大部分はここより北にある。
この地域圏は東でアロチャ＝マングル地域圏と南でヴァキナカラチャ地域圏と西でイタシ地域圏、ブングラバ地域圏と北でベツィブカ地域圏 と面している。

## 地方行政区画
この地域圏には8つの地区がある。
- (2)Ambohidratrimo地区
- (3)Andramasina地区
- (4)Anjozorobe地区
- (5)Ankazobe地区

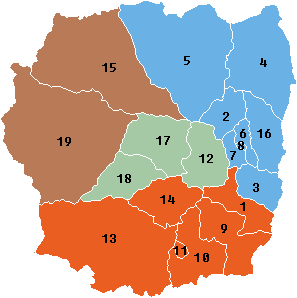
アンタナナリボ州
■がアナラマンガ地域圏

- (8)Antananarivo-Renivohitra地区
- (6)Antananarivo-Atsimondrano地区
- (7)Antananarivo-Avaradrano地区
- (16)Manjakandriana地区